# یواس‌اس فالگات (دی‌یی-۳۲۴)
یواس‌اس فالگات (دی‌یی-۳۲۴) (به انگلیسی: USS Falgout (DE-324)) یک کشتی بود که طول آن ۳۰۶ فوت (۹۳ متر) بود. این کشتی در سال ۱۹۴۳ ساخته شد.